# Падания
Падания (итал. Padania) — название северных областей Италии (Пьемонта, Ломбардии и других), расположенных на Паданской равнине, и где распространены северноитальянские языки (ломбардский, венетский, пьемонтский, лигурский, эмильяно-романьольский). Образовано от латинского названия главной североитальянской реки По — Padus.
Этот несколько книжный термин вошёл в широкий обиход в 1990-е годы, когда партия сепаратистов «Лига Севера» потребовала отделения Падании от отсталого аграрного Юга, создала «теневой» парламент в Мантуе и провела подобие выборов в него. Для привлечения внимания к своей деятельности лига Севера организовала в 1998 году сборную Падании по футболу.